# سانت ماکسیم
سانت ماکسیم (به فرانسوی: Sainte-Maxime) یک کمون (فرانسه) در فرانسه است که در بخش درگواینیان در ناحیهٔ پروانس-آلپ-کوت دازور واقع شده‌است.
سانت ماکسیم ۸۱٫۶۱ کیلومتر مربع مساحت و ۱۳٬۵۱۹ نفر جمعیت دارد.

## خواهرخوانده
شهر نوینبورگ (انتس) خواهرخواندهٔ سانت ماکسیم است.